# 因吉拉米月谷
因吉拉米月谷（Vallis Inghirami）是一道位于月球正面西南边沿的月谷，总长约145公里，月面坐标为南纬43.8°、西经72.2°。它起源于同名的因吉拉米环形山西北，与附近巴德月谷和布瓦尔月谷一道朝东方海绵延伸展，终止于卫星坑"布瓦尔 G"(Bouvard G)附近。该月谷结构呈现阔宽的特点，最宽处超过50公里，冷却的熔岩流绵延近150公里。
1935年由国际天文联合会正式以意大利天文学家乔瓦尼·因吉拉米（Giovanni Inghirami）之名命名了因吉拉米环形山，1964年又将该名称命名了该月谷。

## 另请参阅
- 因吉拉米环形山
- 月球表面特征列表